# أوسكار أوتس
أوسكار أوتس (بالإنجليزية: Edgar Oates)‏ هو محمل السفن وسياسي بريطاني وأسترالي (وحمل سابقاً جنسية المملكة المتحدة لبريطانيا العظمى وأيرلندا)، ولد في 1 نوفمبر 1889، وتوفي في 2 سبتمبر 1951. حزبياً، نشط في حزب العمال الأسترالي (فرع جنوب أستراليا) ‏. وقد انتخب عضو مجلس جنوب أستراليا التشريعي عن دائرة Central District No. 1 (South Australian Legislative Council) ‏ وقد انضم خلال فترته النيابية (8 أبريل 1933 – 2 سبتمبر 1951) للكتلة البرلمانية حزب العمال الأسترالي (فرع جنوب أستراليا) ‏.